# Metadynomeninae
Metadynomeninae is een onderfamilie van kreeftachtigen uit de klasse van de Malacostraca (hogere kreeftachtigen).

## Geslacht
- Metadynomene McLay, 1999